# Amit Rahav
Amit Rahav (hebreo: עמית רהב; agosto de 1995) es un actor israelí, conocido por su papel de Yanky Shapiro en la miniserie de Netflix Unorthodox.

## Biografía
A los 18 años, comenzó a cumplir un mandato de tres años en las Fuerzas de Defensa de Israel como parte de la tropa de teatro y entretenimiento. Fue consejero del Campamento Ramah Darom de Atlanta (Georgia) durante tres meses en el verano de 2016 a través de la Agencia Judía para Israel.
Desde que dejó el ejército, ha aparecido en varias películas y programas de televisión. Su primer papel importante fue en el programa de televisión israelí Mispacha Sholetet, y desde entonces ha actuado en varios otros programas israelíes. En 2015, apareció en dos episodios de la serie de suspenso estadounidense Dig.
En 2016 apareció en Flashback, un programa israelí para adolescentes. Su interpretación de Aviv, un estudiante que aparece como gay en el programa, hizo historia en Israel, ya que fue el primer personaje gay en un programa infantil israelí.
En 2020, interpretó a Yakov ‘’Yanky’’ Shapiro en la miniserie original de Netflix Unorthodox. En abril de 2020, firmó con la agencia de talentos Lighthouse Management & Media.
---

## Vida personal
Rahav es graduado del Estudio de Artes Escénicas Yoram Loewenstein en Tel Aviv. Se tomó un descanso de la escuela para filmar "Unorthodox" y tuvo que volver a audicionar para continuar asistiendo.
Rahav y su compañera de Netflix Unorthodox., Shira Haas, son amigos desde 2010, cuando se conocieron en una fiesta a los 15 años. Ambos eran vecinos en Tel Aviv.
Habla con fluidez hebreo e inglés, y es vegetariano. Tiene nacionalidad israelí y británica.
En 2024, se mudó a Los Angeles.

## Filmografía

### Televisión
| Año       | Título                                   | Rol                 | Notas                                  | Ref.   |
| --------- | ---------------------------------------- | ------------------- | -------------------------------------- | ------ |
| 2014-2016 | Mishpacha Sholelet                       | Hanan               | Personaje ocurrente                    |        |
| 2015      | Dig                                      | Aaron               | 2 episodios USA Network TV series      | [ 4 ]  |
| 2015      | L'Hitgaber                               |                     | Serie israelí                          | [ 14 ] |
| 2015      | Drama Total presenta: Carrera alucinante | Mickey              | Doblaje hebreo                         | [ 14 ] |
| 2016      | Wild Horses                              | Nadav               | 1 episodio                             | [ 14 ] |
| 2016      | Flashback                                | Aviv                | Serie israelí                          | [ 14 ] |
| 2018      | Trening                                  | Stav                | Serie israelí                          | [ 2 ]  |
| 2020      | Cash Register                            | Michael Eshet Bloom | 1 episodio                             | [ 4 ]  |
| 2020      | Unorthodox                               | Yanky Shapiro       | Personaje principal Netflix miniseries | [ 2 ]  |

### Películas
| Year | Title      | Notes         | Ref.  |
| ---- | ---------- | ------------- | ----- |
| 2018 | The Damned | Filme israeli | [ 4 ] |